# غوردون براينت
غوردون براينت (بالإنجليزية: Gordon Bryant)‏ هو سياسي أسترالي، ولد في 3 أغسطس 1914 في أستراليا، وتوفي في 14 يناير 1991 في أستراليا. حزبياً، نشط في حزب العمال الأسترالي. وقد انتخب عضو مجلس النواب الأسترالي عن دائرة Division of Wills ‏ (10 ديسمبر 1955 – 19 سبتمبر 1980).